# See It Through My Eyes
See It Through My Eyes è una raccolta di incisioni della cantautrice statunitense Meredith Brooks, eseguite nel corso degli anni ottanta, ma pubblicate solo nel 1997, per sfruttare l'onda del successo dell'album Blurring the Edges..

## Tracce
1. "Pick It Up" (Burns, Burns)
2. "The Look" (Bolden, Brooks, Robinson)
3. "You're Gonna Miss My Loving" (Perry)
4. "See It Through My Eyes" (Brooks)
5. "Thunder and Lightning" (Brooks, Burns)
6. "Video Idol" (Brooks, Burns, Perry)
7. "Jessica" (Brooks, Burns, Perry)
8. "Company Man" (Burns, Burns, Miranda)
9. "Your Attention" (Brooks, Burns)
10. "Who's Fooling Who" (Brooks)